# „miasto-miasto”
„Miasto-miasto” – wspólna nazwa pierwotnych systemów automatycznej telefonicznej łączności międzymiastowej i międzynarodowej funkcjonujących w Polsce mniej więcej w latach 1964–1995. Systemy te powstawały w poszczególnych relacjach z jednego miasta do innego z zastosowaniem różnorodnych rozwiązań technicznych. Zwykle pierwszym miastem docelowym była Warszawa. Obowiązywała w nich bardzo chaotyczna numeracja. W określonym kierunku (do danego miasta) funkcjonowały różne numery kierunkowe z różnych miast początkowych. Na przykład numer kierunkowy w relacji Poznań-Warszawa był inny niż z Łodzi do Warszawy. Numery kierunkowe w tych relacjach zwykle rozpoczynały się od cyfry „8” (w katowickiej strefie numeracyjnej: „1”), nie używanej na pierwszej pozycji w numerach lokalnych i miały długość 2-4 cyfr. Po wybraniu numeru kierunkowego abonent dzwoniący uzyskiwał ton – sygnał zgłoszenia centrali docelowej. Wybierany numer mógł mieć postaci:
~8A ~QMCDU
~8AB ~QMCDU
~8ABC ~QMCDU
W toku dalszego rozwoju technologicznego zautomatyzowano proces łączenia połączeń tranzytowych przez centrale międzymiastowe. Wymagało to jednak podania dodatkowych cyfr numeru kierunkowego na tranzyt (dodatkowe 1-2 cyfry). Wybierany numer mógł być w postaci:
~8A ~X ~QMCDU
~8AB ~X ~QMCDU
~8ABC ~X ~QMCDU
~8A ~XY ~QMCDU
~8AB ~XY ~QMCDU
~8ABC ~XY ~QMCDU
W sieciach lokalnych obsługiwanych przez centrale typu AG stosowano różne nietypowe kombinacje i odmienne numeracje, np. z sieci telefonicznej w Milówce (powiat żywiecki, woj. śląskie):
~0~ – Żywiec
~0~0~ – Katowice
~0~8~ – Bielsko-Biała
Po wdrożeniu jednolitej automatycznej sieci międzymiastowej (ACMM) systemy miasto-miasto zostały zlikwidowane.